# Jo Yong-suk
Jo Yong-suk (5 de setembro de 1988) é uma atiradora olímpica norte-coreana.

## Carreira

### Rio 2016
Jo Yong-suk representou seu país nas Olimpíadas de 2016, na prova de Tiro nos Jogos Olímpicos de Verão de 2016 - Pistola 25 m feminino, ela terminou em 7ª, na final olímpica.